# Gianni Bonichon
Gianni Bonichon, född 13 oktober 1944 i Nus, död 3 januari 2010 i Aosta, var en italiensk bobåkare.
Bonichon blev olympisk silvermedaljör i fyrmansbob vid vinterspelen 1972 i Sapporo.